# Kriminalpolitiet
Kriminalpolitiet var en division af dansk politi, hvis særlige opgave det var at efterforske overtrædelser af straffeloven.
I forbindelse med politireformen blev det vedtaget, at opdelingen i ordens- og kriminalpoliti skal udfases. Fremover vil kriminalpolitiets opgaver blive løst af politifolk, som ikke er særligt placeret i et kriminalpoliti. Dog kan de nuværende kriminalpolitifolk beholde deres stillingsbetegnelser i en overgangsfase. Efter reformen blev der i politikredsene oprettet efterforskningsafdelinger. Der er en efterforskningsafdeling tilknyttet hver af de døgnbemandede lokalstationer samt en kredsdækkende afdeling, også kaldet central efterforskning.
Til at lede kriminalpolitiets arbejde bistås politikredsens chefpolitiinspektør af en eller flere kriminalinspektører.
Disse bistås af:
- Vicekriminalinspektører
- Kriminalkommissærer
- Vicekriminalkommissærer
- Kriminalassistenter
- Kriminalbetjente